# Corrente circumpolare antartica

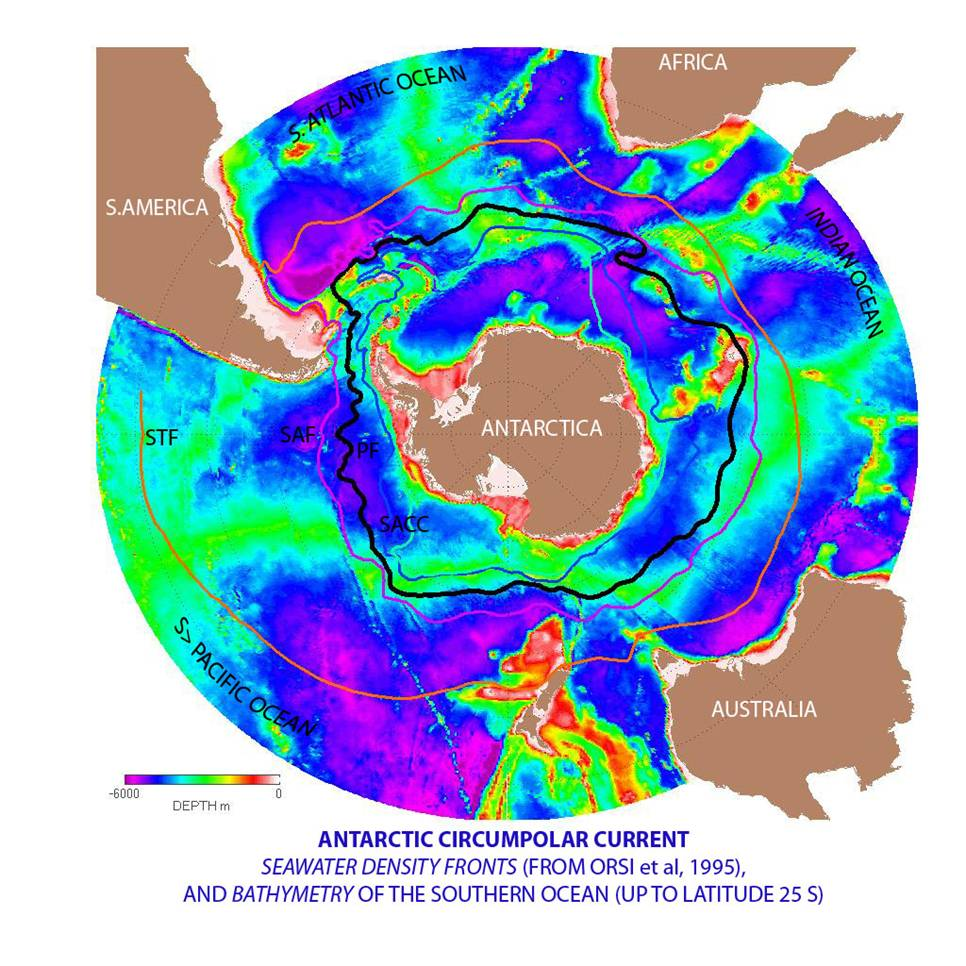
Corrente circumpolare antartica

La corrente circumpolare antartica (in inglese Antarctic Circumpolar Current), per definire la quale si usa spesso l'acronimo ACC, è la principale corrente dell'oceano Meridionale e l'unica corrente oceanica che circola intorno all'intero globo. La ACC circonda completamente l'Antartide e scorre in direzione est attraversando le parti meridionali dell'oceano Atlantico, Pacifico e Indiano.
Fu osservata per la prima volta nel 1699-1700 dall'astronomo britannico Edmond Halley, mentre esplorava la regione a bordo della nave HMS Paramore. In seguito fu descritta nei diari di bordo da altri celebri esploratori come James Cook nel 1772-1775, Thaddeus Bellingshausen nel 1819-1821 e James Clark Ross nel 1839-1843.
A dispetto del suo flusso relativamente lento, è la corrente che muove la maggior massa d'acqua del pianeta raggiungendo profondità comprese fra i 2000 m e i 4000 m e una larghezza di circa 2000 km. La corrente è alimentata da fortissimi venti provenienti da occidente e in passato era anche nota con la definizione di West Wind Drift.